# Бурсак Максим Олександрович
Максим «Макс» Бурсак (3 липня 1984, Київ, УРСР) — український боксер-професіонал, який виступає у середній ваговій категорії. Володар титулів IBF Youth (2008—2009), інтерконтинентального чемпіона WBO (2010—2012), чемпіона WBA Continental (2013) в середній вазі.

## Професіональна кар'єра
Бурсак дебютував в профібоксі 16 червня 2004 року в бою проти В'ячеслава Кусова, для якого цей бій був також дебютним. Бій завершився нічиєю в 4 раунді. Наступні 8 років Бурсак залишався непереможним.
19 квітня 2008 року Максим здобув перший титул — вакантний пояс IBF Youth. Провів 2 успішних його захисти.
24 квітня 2010 року Бурсак технічним нокаутом у 8 раунді переміг німця Марко Шульце і здобув вакантне звання інтерконтинентального чемпіона за версією WBO. Протягом 2010 - 2011 років провів 3 успішних захисти.
4 травня 2012 року в передмісті Парижа, Франція в бою за пояс WBO interim Бурсак зустрівся з уродженцем Камеруна Хассан Н'Дам Н'Жикамом, але програв одноголосним рішенням (UD).
2 лютого 2013 року завоював вакантний титул EBU в середній вазі в поєдинку проти Жульєна Марі Сента. Він один раз захистив титул 13 липня 2013 року проти Прінца Аррона.
Після звільнення титулу EBU 21 вересня 2013 року провів бій проти британця Ніка Блеквеля за вакантний титул WBA Continental. Бурсак в 4-му раунді побував в нокдауні, але не зважаючи на це переміг одностайним рішенням.
1 лютого 2014 року одностайним рішенням програв австралійцю Джарроду Флетчеру бій за вакантний титул WBA International.
21 червня 2014 року програв (UD) британцю Мартіну Мюррей в бою за вакантний титул WBC Silver. 22 листопада 2014 року переміг технічним нокаутом у 2-му раунді Рамазі Гогічашвілі в бою за International Boxing Council.
26 червня 2015 року  в Австралії в поєдинку за вакантний титул чемпіона світу за версією IBO в другій середній вазі Максим вийшов проти непереможного австралійця Зака Данна (17-0, 15КО). Бурсак програв, як і всі попередні бої за кордоном (UD).
Бурсак мав провести чемпіонський бій 30 квітня 2016 року проти Біллі Джо Сондерса, але він був скасований через травму британця.
22 квітня 2017 року відбувся бій Бурсака за титул чемпіона світу WBO в другій середній вазі проти Хільберто Рамірес. Під час бою Максим двічі був оштрафований зняттям балів, але в результаті це ні на що не вплинуло, Бурсак програв одноголосним рішенням — 120-106 на картах всіх трьох суддів. За цей бій Бурсак заробив 50 тис. $.
7 грудня 2019 року Максим провів бій проти колишнього чемпіона IBF у середній вазі Давіда Лем'є. Поєдинок вийшов дуже напруженим і видовищним. Бурсак двічі надсилав Лем'є у нокдаун, але і сам у 7 раунді опинився в нокдауні. Судді у близькому бою віддали перемогу розділеним рішенням канадцю — 94-93 двічі (Лем'є) і 94-93 (Бурсаку).

### Таблиця боїв
| 34 Перемоги (15 нокаутом), 5 Поразок (0 нокаутом), 2 нічиї |        |                            |        |             |                |                                                    |                                                                |
| Результат                                                  | Рекорд | Суперник                   | Спосіб | Раунд       | Дата           | Місце проведення                                   | Примітки                                                       |
| Нічия                                                      | 34-5-2 | Мухітдін Раджапбаєв (13-6) | MD     | 8           | 22 грудня 2018 | ЛП «Термінал», Бровари                             |                                                                |
| Перемога                                                   | 34-5-1 | Сосо Абуладзе (13-7-1)     | UD     | 8           | 16 грудня 2017 | ЛП «Термінал», Бровари                             |                                                                |
| Поразка                                                    | 33-5-1 | Хільберто Рамірес (34-0-0) | UD     | 12          | 22 квітня 2017 | Каліфорнія                                         | Бій за титул WBO в другій середній вазі (1-ий захист Раміреса) |
| Перемога                                                   | 33-4-1 | Руслан Щелев (12-4-0)      | UD     | 8           | 23 квітня 2016 | Палац спорту, Київ                                 |                                                                |
| Перемога                                                   | 32-4-1 | Георгій Берошвілі (22-7-2) | KO     | 2 (8), 2:12 | 12 грудня 2015 | Палац спорту, Київ                                 |                                                                |
| Перемога                                                   | 32-3-1 | Зак Данн (17-0-0)          | UD     | (12)        | 27 червня 2015 | Королівський виставковий центр, Мельбурн, Вікторія | Вакантний IBO в другій середній вазі.                          |